# Balett

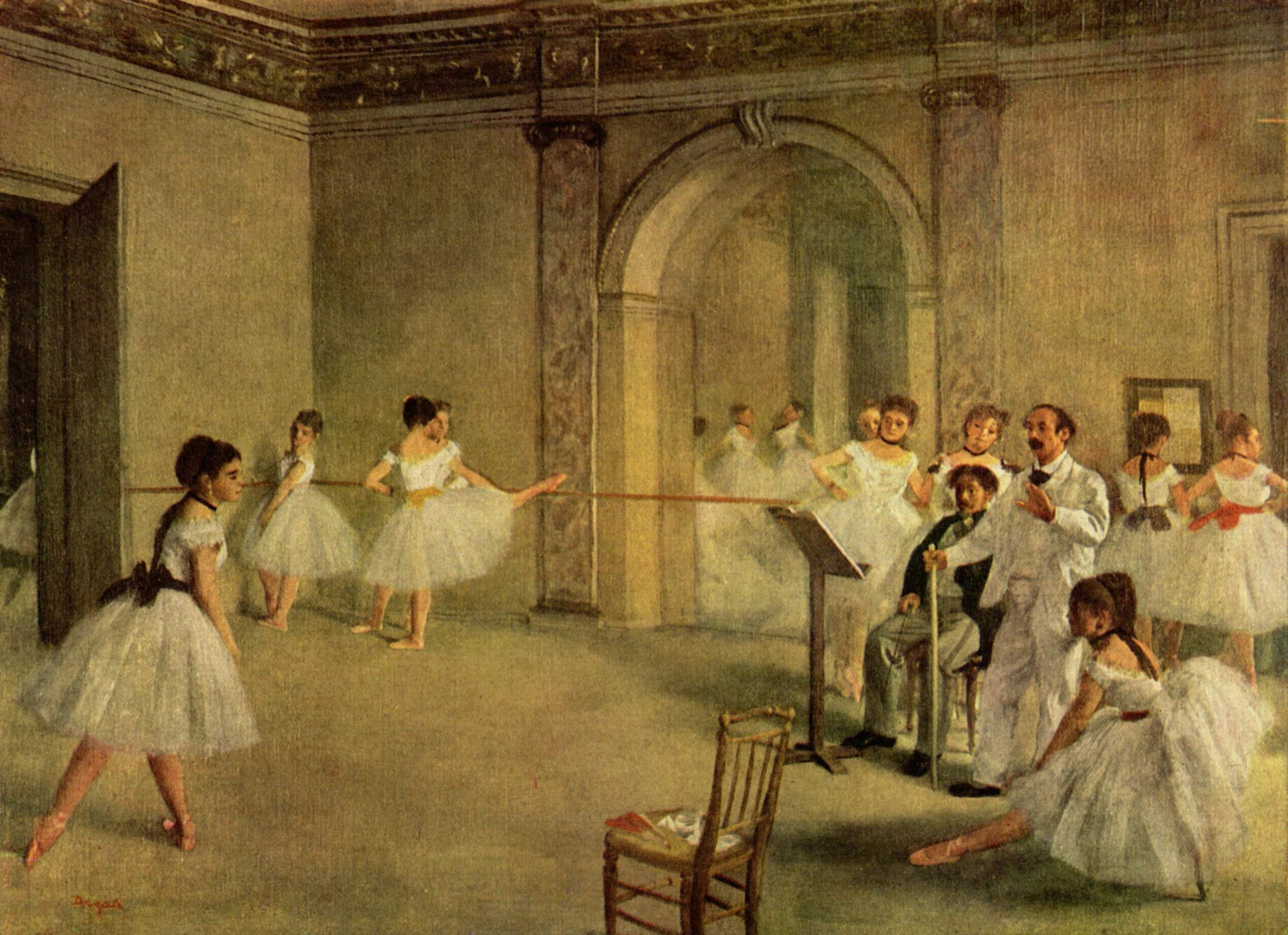
Edgar Degas: Balett-táncosok (olaj, vászon, 1872), Musée d’Orsay, Párizs

A balett (az olasz ballettóból, ami a ballo = tánc kicsinyítős alakja) a táncművészetnek azon ága, amely a pantomimhoz hasonlóan valamely drámai cselekményt a táncmozgás, a mimika és a pantomimika, valamint a zene kifejezőeszközeivel mutat be. A balettben a táncmozgás, a pantomimban a mimika és a pantomimika az uralkodó elem. A balett egy vagy több személy zenekísérettel előadott színpadi tánca, amely testmozgással és mimikával, stilizált formában fejezi ki a történéseket, érzelmeket és a klasszikus balett táncnyelvét használja, melynek fontos eleme a spicctechnika. A klasszikus balett-technika az udvari táncokból alakult ki – számos nagyszerű balettmester és balett-táncos művészi alkotómunkája által – és csiszolódott jelenlegi formájúvá.

## Története
A balett gyökerei az ókorba nyúlnak vissza; különféle változatait a kultúra történetének valamennyi korszakában megtaláljuk. Szűkebb értelemben véve a balett a 16. századtól kezdődően Itáliában és Franciaországban kialakult dramatizált táncot jelenti.

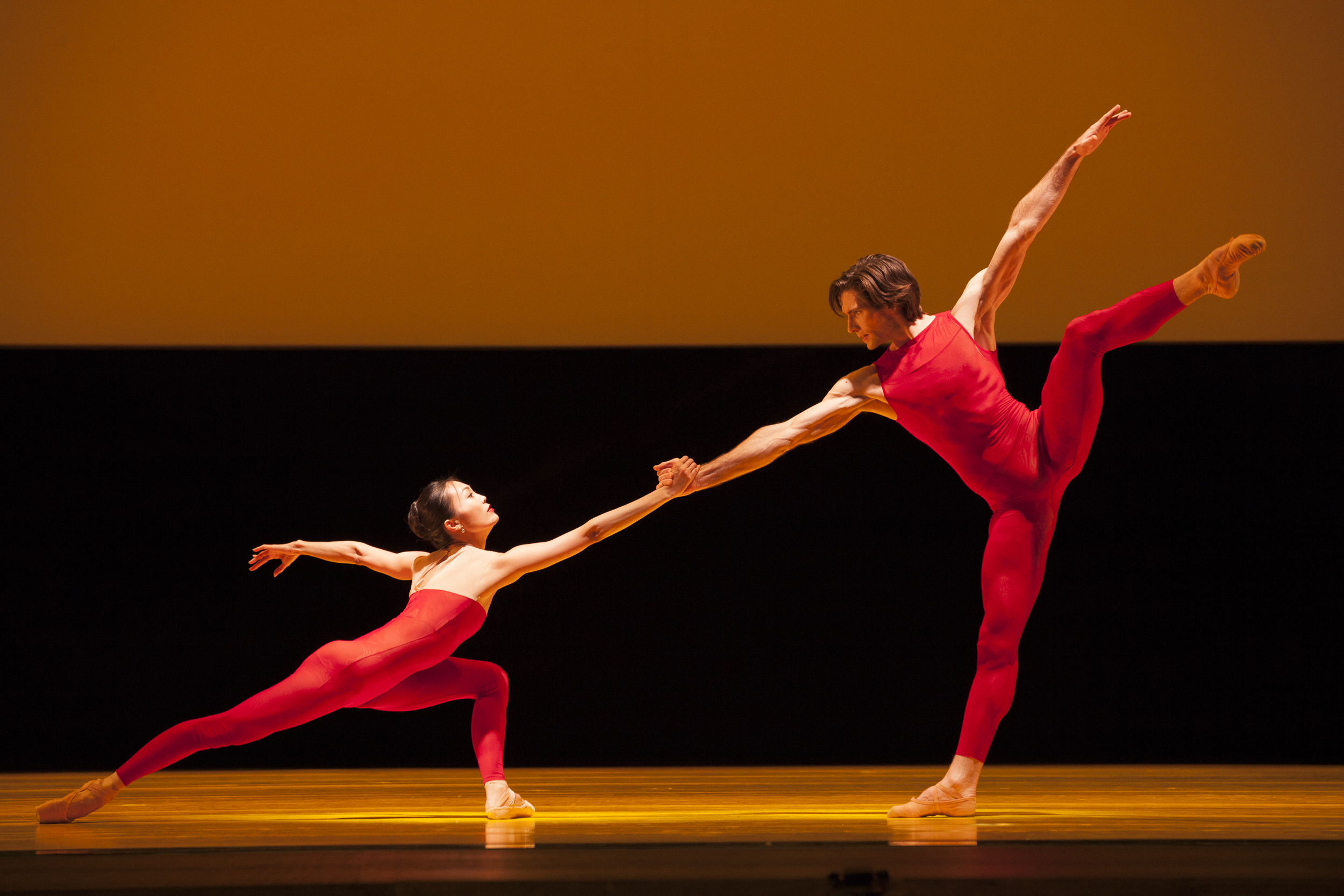
"Bolero" Krzysztof Pastor koreográfiájában, táncosok: Yuka Ebihara és Vladimir Yaroshenko, Lengyel Nemzeti Balett (2016)

A 16. századi olasz balett egyik jelentős előzménye az előző századok udvaraiban nagy népszerűségnek örvendő mascherata (e. 'maszkeráta') volt (zenés-táncos álarcosbál). Az olasz balett őstípusának Bergonzio di Botta allegorikus élőképjátékát tekintik, amelyet egy 1489-ben, Milánóban rendezett ünnepélyen mutattak be. A mascheratákhoz hasonlóan, itt is a pantomimnak jutott fontosabb szerep. A 17. század elején az olasz balett kapcsolódott az akkor kialakulóban lévő operához. Az előző századok pantomim-művészete az új műfaj betéteiben (intermedium, intermezzo) folytatta életét. Ilyenek találhatók például Emilio de Cavalieri Rappresentatione di Anima et di Corpo című zenedarabjában is, illetve Monteverdi Orfeójában is.
A 16. századi francia balett első reprezentatív megjelenése a Párizsban 1581-ben előadott Ballet comique de la Reine volt. A művet udvari zeneszerzők, költők, festők társaságában Baldassarre Baltazarini di Belgioioso rendezte. Ennek volt folytatása a világhírű Ballet de Cour, a kor francia táncművészetének nagyszabású dramatizált műfaja. Nevét színhelyétől, az udvartól kapta. XIV. Lajos francia király korában a táncművészet még fokozottabb jelentőségre emelkedett. Udvarának kiváló balettmestere Pierre Beauchamp, komponistája pedig Lully volt. Utóbbinak Molière-rel való találkozása alkalmából született meg a comédie-ballet, majd a nagy író halála után Lully munkájának eredményeként a tragédie-ballet típusa is. A francia balett műfajának nagy sikeréhez a kor majdnem minden költője és zeneszerzője hozzájárult. Lully halála után a műfajnak új típusa az opéra-ballet lett. Első sikeres megformálásának André Campra L'Europe galante-ját, betetőzésének Rameau Les Indes galantes-ját tekintik.
A 16. és 17. századi német, szűkebb értelemben bécsi balett kialakulásában olasz, francia és hazai elemek vettek részt. Fellendülését a Habsburg uralkodók mind fokozottabb támogatásának köszönhette. Az előadott baletteknek a 17. században, sőt még később is érdekes módon nem a hivatalos olasz, hanem bécsi komponisták írták a zenéjét. A 18. századi balett történetében jelentős fordulat a pantomim megszületése volt. Kialakításában fontos szerepet játszott a bécsi Franz Hilverding és tanítványa Gasparo Angiolini, zenei vonatkozásban pedig Gluck.
A műfaj egyetemes elterjedése szempontjából Jean-Georges Noverre gyakorlati és elméleti munkássága volt nagy jelentőségű. Az új irány a táncmozdulatokkal kifejezett és zenével kísért cselekményt tekintette a dramatikus táncművészet egyedül jogosult formájának, és elvetette a szavalt vagy énekelt szöveg kiegészítő (recitativo) közreműködését. Ekkor szakadt el fokozatosan az operától és vált önálló műfajjá. Emellett azonban közjáték formájában az operában is tovább élt. A 19. századi balett alakulását főképp az allegorikus, mitológiai témákkal való szakítás és a romantikus témák felé fordulás jellemezte. A század legjelentősebb táncreformátora Salvatore Vigano volt. Munkássága révén az európai balett irányítását Párizstól – egy időre – Milánó vette át. Egyik figyelemre méltó érdeme, hogy balettjeiben a nagy tömegjelenetek már komoly szerephez jutottak.
A 20. század kezdetét megelőző évtizedekben az európai balett központja Oroszországba helyeződött át. Legkiválóbb művészei Petipa, Ivanov, majd Fokin, Nyizsinszkij, Franciaországban Gyagilev voltak. Utóbbi kora legkitűnőbb táncművészeit, koreográfusait, zeneszerzőit (Stravinsky, Ravel, Prokofjev stb.) gyűjtötte maga köré.

## Balettformák
- Klasszikus balett
- Jazzbalett
- Kortárs balett
- Modern balett

## Híres hazai balett-társulatok
- Magyar Nemzeti Balett (1884)
- Pécsi Balett (1960)
- Győri Balett (1979)
- Szegedi Kortárs Balett (1993)
- Miskolci Balett (2013)
- Sopron Balett (2014)